# Jean-Paul Faber
Jean-Paul Faber, né le 8 décembre 1930 à Corbeil-Essonnes et mort le 19 février 2018 à Bourges, est un sportif français de 1,78 m pour 82 kg, pratiquant le tir dans la discipline du skeet olympique.

## Palmarès

### Championnats d'Europe
- Champion d'Europe individuel en 1967 (Brno) ;
- Vice-champion d'Europe par équipes en 1969 (Versailles) ;
- 3e des championnats d'Europe par équipes en 1967 (Brno).

### Jeux olympiques
- Participation en 1968 (Mexico) (35e).

## Récompenses
- Prix Claude Foussier de l'Académie des sports en 1967, pour son titre européen individuel.